# Magnifique et courageuse
Magnifique et courageuse (Stunning and Brave en VO) est le premier épisode de la dix-neuvième saison de la série d'animation américaine South Park et le 258e épisode de la série. Il est diffusé pour la première fois le 16 septembre 2015 sur Comedy Central. L'épisode parodie principalement le politiquement correct au sein de la société en mettant l'accent sur l'acceptation et la louange de Caitlyn Jenner. Il parle également de Tom Brady et du scandale "Deflategate".

## Résumé
M. Mackey annonce aux parents et aux élèves de l'école primaire de South Park que la Principale Victoria a été renvoyée. Elle a été remplacée par le Principal PC (pour politiquement correct), un homme aussi musclé qu’agressif qui promet de changer certains comportements dans South Park en rendant les gens conscients de leur racisme et de leurs préjugés. Lorsque Kyle est puni pendant 2 semaines pour avoir dit que Caitlyn Jenner n'était pas une héroïne, son père, Gerald Broflovski, se confronte au principal mais leur rencontre ne se passe pas bien. Dans un bar, Gerald, Randy Marsh et Stuart McCormick critiquent Jenner lorsqu'ils sont confrontés à un groupe d'étudiants violents et politiquement corrects, insistant sur le fait que Jenner est magnifique et courageuse. Les étudiants et le principal décident donc de former une "maison de fraternité". A l'école, Stan, Kyle, Kenny et Butters convainquent Cartman de salir la réputation du principal. Cartman essaye de piéger le principal pour pédophilie mais son chantage tombe à l'eau lorsqu'il est violemment agressé par celui-ci à cause de son langage politiquement incorrect. Randy se rend à la maison de fraternité et est engagé par inadvertance dans le groupe avec l'aide d'une grande quantité d'alcool. À l'hôpital, Cartman est prêt à abandonner mais Kyle persiste dans son idée que Jenner n'est pas une bonne personne. À cause de ça, Kyle est humilié par Randy et les étudiants (il se fait réveiller violemment dans une chambre pleine de porc, il se fait peindre des pénis sur le visage...). Cartman rêve d’être à la fois Tom Brady, Roger Goodell et Bill Belichick et il décide ensuite de se venger et d'organiser avec les autres élèves un assaut contre la maison de fraternité après que Butters lui a dit que Kyle était la cible des PC. Pendant l'assaut, Kyle les interrompt et admet publiquement que Caitlyn Jenner est une héroïne et tout le monde l'applaudit. De retour à l'école, les garçons admettent à contrecœur que le Principal va rester.